# Danh sách phim VTV phát sóng năm 2012
Đây là danh sách phim VTV phát sóng trong năm 2012.
←2011 - 2012 - 2013→

## Phim Tết Nguyên Đán
Những bộ phim này phát sóng trên VTV1 dịp Tết Nguyên Đán Nhâm Thìn.
| Thời gian       | Tên                | Số tập | NSX           | Đoàn làm phim | Bài hát chủ đề                                   | Thể loại           | Ghi chú                                                  |
| --------------- | ------------------ | ------ | ------------- | --- | ------------------------------------------------ | ------------------ | -------------------------------------------------------- |
| 22 - 27 tháng 1 | Tìm nơi đón Tết    | 6      | VFC           | Trịnh Lê Phong (đạo diễn); Như Quỳnh, Quang Thắng, Kim Oanh, Viết Thái, Lương Giang, Cường Việt, Tạ Am, Hải Anh, Joe Rueller...                                                                                    | Ca khúc chủ đề "Tìm nơi đón Tết"                 | Hài kịch, gia đình | Phát sóng 11:00-11:45 các ngày từ 29 đến mùng 5 Tết.     |
| 23 - 27 tháng 1 | Tết siêu tiết kiệm | 5      | VTV và TVPlus | Nguyễn Mạnh Hà (đạo diễn); Hoàng Anh (kịch bản); Tiến Đạt, Như Quỳnh, Anh Quân, Phan Minh Huyền, Chí Trung, Phú Đôn, Bùi Bài Bình, Thu Huyền, Quốc Quân, Thanh Tú, Ngọc Thoa, Văn Toàn, Thanh Thủy, Thanh Hương... | Xuân mộng mơ Trình bày: Mộng Thường & Trung Kiên | Hài kịch, gia đình | Phát sóng 20:00-20:45 các ngày từ mùng 1 đến mùng 5 Tết. |

## VTV1 - Phim truyện giờ vàng

### Phim thứ Hai - thứ Tư
Những bộ phim này phát sóng 20:05 đến 20:50 các ngày từ thứ Hai đến thứ Tư trên kênh VTV1.
| Thời gian                                 | Tên              | Số tập | NSX           | Đoàn làm phim | Bài hát chủ đề                        | Thể loại                     | Ghi chú                                                     |
| ----------------------------------------- | ---------------- | ------ | ------------- | --- | ------------------------------------- | ---------------------------- | ----------------------------------------------------------- |
| 18 tháng 4 - 23 tháng 7                   | Đàn trời         | 36     | VFC           | Bùi Huy Thuần (đạo diễn); Phạm Ngọc Tiến (adapter); Hoàng Dũng, Trung Anh, Anh Tú, Kiều Thanh, Tùng Dương, Lệ Thu, Sĩ Tiến, Tiến Mộc, Diệu Thuần, Dũng Nhi, Thanh Tùng, Hồng Chương, Phú Thăng, Thi Nhung, Văn Báu, Dương Đức Quang, Khuất Quỳnh Hoa, Trí Hiếu, Hải Yến, Quốc Quân, Vũ Hải, Anh Dũng, Thanh Hiền... | Đàn trời Trình bày: Tiến Dũng         | Chính luận, hình sự          | Chuyển thể từ tiểu thuyết cùng tên của tác giả Cao Duy Sơn. |
| 30 tháng 7 - 10 tháng 12                  | Lạc mất linh hồn | 55     | VnFilm        | Lê Minh (đạo diễn); Hồng Vân, Anh Dũng, Quỳnh Trang (kịch bản); Thanh Điền, Minh Phương, Quốc Cường, Trịnh Kim Chi, Đoàn Thanh Tài, Đinh Y Nhung, Hoài Ân, Kim Hiền, Hoàng Anh, Nhã Phương, Kiều Chinh... | Lạc mất linh hồn Trình bày: Hiền Thục |                              |                                                             |
| 11 tháng 12 năm 2012 - 5 tháng 3 năm 2013 | Ông tơ hai phẩy  | 30     | VTV và TVPlus | Nguyễn Danh Dũng (đạo diễn); Hà Anh Thu, Phùng Chí Cương, Tống Phương Dung, Trần Thanh Hồng (kịch bản); Trung Hiếu, Vi Cầm, Lan Hương 'Bông', Tiến Đạt, Thu Hà, Phú Đôn, Như Quỳnh, Trọng Trinh, Minh Châu, Hồng Lê, Viết Thái, Việt Bắc, Nguyệt Hằng, Việt Anh, Phan Minh Huyền...                                 | Hạnh phúc Trình bày: Nhật Thủy        | Hôn nhân, hài kịch, lãng mạn | Phát sóng 20:30 - 21:20 kể từ năm 2013.                     |

### Phim thứ Năm - thứ Sáu
Những bộ phim này phát sóng từ 20:05 đến 20:50 thứ Năm và thứ Sáu trên kênh VTV1.
| Thời gian                                 | Tên                    | Số tập | NSX | Đoàn làm phim | Bài hát chủ đề | Thể loại                       | Ghi chú                                                                                        |
| ----------------------------------------- | ---------------------- | ------ | --- | --- | --- | ------------------------------ | ---------------------------------------------------------------------------------------------- |
| 8 tháng 3 - 15 tháng 6                    | Qua ngày giông bão     | 26     | VFC | Đỗ Chí Hướng (đạo diễn); Lê Phương Anh (kịch bản); Thiện Tùng, Thùy Dương, Ngọc Quỳnh, Thái Hòa, Mai Ngọc Căn, Xuân Đồng, Phương Hạnh, Đam San, Bình Xuyên, Thanh Huyền, Công Vượng, Ngọc Tản, Huyền Trang, Minh Tuấn, Huy Bách, Mai Duyên, Quỳnh Trang, Thanh Hà, Việt Nga, Kim Thanh, Tuấn Dương, Thu Hương, Sĩ Hoài, Đinh Hồng Sơn, Mậu Hòa, Thùy Dung...                                                                 | Ca khúc chủ đề Qua ngày giông bão                                                                                     | Nông thôn, chính trị, lãng mạn |                                                                                                |
| 22 tháng 6 - 2 tháng 11                   | Những công dân tập thể | 36     | VFC | Vũ Trường Khoa, Trần Quang Vinh (đạo diễn); Đặng Diệu Hương (kịch bản); Như Quỳnh, Kiều Anh, Công Dũng, Trung Anh, Minh Hằng, Quốc Trị, Lan Hương 'Bông', Quốc Trọng, Văn Sang, Diễm Hương, Phùng Khánh Linh, Hồ Phong, Sơn Tùng, Khuất Quỳnh Hoa, Hoàng Yến, Trọng Trinh, Bình Trọng, Thu Huyền, Thanh Chi, Linh Chi, Ngọc Bích, Thanh Hiền, Mạnh Cường, Yến My, Thanh Nhàn, Hải Yến, Thanh Nhàn, Huyền Trang, Diệp Bích... | Khu nhà cũ Trình bày phiên bản mở đầu: Đinh Tiến Dũng & Dương Hoàng Yến Trình bày phiên bản kết thúc: Dương Hoàng Yến |                                |                                                                                                |
| 8 tháng 11 năm 2012 - 15 tháng 3 năm 2013 | Hai phía chân trời     | 36     | VFC | Trần Quốc Trọng, Vũ Trường Khoa (đạo diễn); Trần Hoài Sơn (biên kịch); Mạnh Cường, Lê Vũ Long, Xuân Bắc, Kiều Thanh, Kiều Anh, Vi Cầm, Lê Vi, Diamen Odess Gillet, Lâm Vissay, Quỳnh Hoa, Irina Zabrodina Jorgensen, Giang Thanh, Tatiana Evonuk, Andrea Aybar, Ngọc Thoa, Minh Châu, Quốc Trị... | Đường xa tuyết trắng Trình bày: Tùng Dương                                                                            |                                | Dựa theo tiểu thuyết "Máu của tuyết" của Trần Hoài Sơn. Ghi hình tại Việt Nam và Cộng hòa Séc. |

## VTV3 - Phim truyện giờ vàng

### Phim thứ Hai - thứ Tư
Những bộ phim này phát sóng từ 21:10 đến 22:00 các ngày từ thứ Hai đến thứ Tư trên kênh VTV3.
| Thời gian                                 | Tên                   | Số tập | NSX           | Đoàn làm phim | Bài hát chủ đề                                                             | Thể loại           | Ghi chú |
| ----------------------------------------- | --------------------- | ------ | ------------- | --- | -------------------------------------------------------------------------- | ------------------ | ------- |
| 5 tháng 3 - 23 tháng 5                    | Hoa nắng              | 36     | Galaxy Studio | Đặng Minh Quang (đạo diễn); Đặng Thanh, Huyền Anh, Anh Thụy (kịch bản); Trịnh Kim Chi, Hữu Phước, Thanh Điền, Tuyết Thu, Quang Khải, Nhã Phương, Lê Bê La, Kha Ly, Hà Trí Quang, Hoàng Anh, Tấn Phát, Huy Cường, Anh Đào, Trịnh Phương Đài, Tống Mỹ Ly, Bảo Khương, Hồng Thắm, Phương Dung, Thanh Vy...                                | Tình yêu rực nắng Trình bày: Bảo Phương                                    |                    |         |
| 28 tháng 5 - 1 tháng 8                    | Cạm bẫy               | 30     | M&T Pictures  | Hồng Phú Vinh (đạo diễn); Bích Huyền, Thuỳ Trang, Huy Khánh, Lâm Minh Thắng, Lê Trang, Đoàn Thanh Tài, Nguyễn Hậu, Hữu Luận, Nguyễn Sanh, Kiều Trinh, Lê Thi, Công Danh, Vy Bảo, Lâm Phương, Nam Phương, Quốc Lĩnh, Bảo Yến, Trà My, Thành Nam...                                                                                      | Cạm bẫy cuộc đời Trình bày: Như Ý Hãy cứ yên vui Trình bày: Lương Thế Minh |                    |         |
| 6 tháng 8 - 10 tháng 10                   | Mình cưới thật em nhé | 30     | V-Art Films   | Xuân Phước (đạo diễn); Vân Anh, Trần Yến, Lê Phương (kịch bản); Diệp Bảo Ngọc, Lương Thế Thành, Minh Nguyệt, Hoàng Sơn, Nguyễn Sanh, Quách Cung Phong, Thanh Bình, Bích Hằng, Hải Lý, Thanh Tùng, Thủy Cúc, Mai Phượng, Vang Quốc Hải, Mai Thế Hiệp, Quách Hữu Lộc, Võ Minh Bảo, Lê Nam, Thụy Mười, Phi Bảo, Nam Trung, Hà Vỹ Thanh... |                                                                            | Hài kịch, lãng mạn |         |
| 15 tháng 10 năm 2012 - 2 tháng 1 năm 2013 | Giấc mơ cỏ may        | 36     | VietCom Film  | Nguyễn Dương (đạo diễn); Dương Nhật Vi, Trấn Thành, Bình Minh, Tinna Tình, Thu Tuyết, Quốc Thuận, Minh Nhí, Trịnh Kim Chi, Hoài An, Đình Hiếu, Hùng Thuận, Thanh Điền... | Giấc mơ cỏ may Trình bày: Minh Đăng                                        |                    |         |

### Phim thứ Năm - thứ Sáu
Những bộ phim này phát sóng từ 21:10 đến 22:00 thứ Năm và thứ Sáu trên kênh VTV3.
| Thời gian                                 | Tên                         | Số tập | NSX | Đoàn làm phim | Bài hát chủ đề                                                         | Thể loại   | Ghi chú |
| ----------------------------------------- | --------------------------- | ------ | --- | --- | ---------------------------------------------------------------------- | ---------- | ------- |
| 6 tháng 7 - 29 tháng 11                   | Mặt nạ da người             | 42     | VFC | Mai Hồng Phong (đạo diễn); Nguyễn Xuân Trường (kịch bản); Như Quỳnh, Phạm Cường, Minh Hà, Hồng Quang, Tuấn Tú, Đậu Thị Hồng Phúc, Hải Anh, Đồng Thanh Bình, Thu Hà, Minh Hương, Trịnh Xuân Hảo, Trương Ngọc Phú, Hồng Đức, Huyền Thanh, Trương Việt Thường, Diệp Bích, Hoàng Yến, Bình Xuyên, Vũ Thủy, Thùy Linh, Hải Hà, Sỹ Lai, Huyền Trang, Lê Ngọc Quang, Lê Kiều... | Bến đời Trình bày: Mỹ Linh                                             | Chính luận |         |
| 30 tháng 11 năm 2012 - 8 tháng 3 năm 2013 | Ba đám cưới - Một đời chồng | 27     | VFC | Nguyễn Khải Anh (đạo diễn); Thanh Hồng, Xuân Trường (kịch bản); Đan Lê, Danh Tùng, Lưu Đê Ly, Thanh Huyền, Việt Bắc, Hoàng Linh, Phan Minh Huyền, Đàm Hoàng, Lan Hương 'Bông', Phú Thăng, Viết Liên, Model Anh Tuấn, Phú Đôn, Phương Khanh, Kim Xuyến... | Ký ức ngủ quên Trình bày: Bích Phương Đến bên em Trình bày: Trang Pháp | Lãng mạn   |         |

## VTV3 - Rubic 8
Những bộ phim này phát sóng từ 14:30 đến 15:15 (15:00 đến 15:50 kể từ Duyên nghiệp) thứ Bảy và Chủ Nhật trên kênh VTV3.
| Thời gian                                  | Tên                | Số tập | NSX           | Đoàn làm phim | Bài hát chủ đề                                                       | Thể loại         | Ghi chú                                                      |
| ------------------------------------------ | ------------------ | ------ | ------------- | --- | -------------------------------------------------------------------- | ---------------- | ------------------------------------------------------------ |
| 17 tháng 3 - 22 tháng 7                    | Chân trời trắng    | 38     | VFC           | Phạm Gia Phương, Nguyễn Đức Hiếu (đạo diễn); Phạm Cao Toại, Phạm Thanh Phong, Nguyễn Thu Phong, Nguyễn Thu Hằng (kịch bản); Diệp Anh, Thu Huyền, Mạnh Trường, Minh Phương, Khánh Chi, Việt Anh, Kim Oanh, Trung Anh, Trần Nhượng, Kim Ngọc, Anh Vũ, Công Chí, Hoàng Minh, Thanh Hương, Thúy Hiền, Khương Đức Thuận, Thúy Hà, Tiến Minh ... | Đừng nói yêu em mãi Trình bày: Nhật Thủy                             | Y khoa, Lãng mạn |                                                              |
| 28 tháng 7 - 4 tháng 11                    | Đôi cánh đồng tiền | 30     | Galaxy Studio | Nguyễn Minh Cao (đạo diễn); Gió Phương Nam (kịch bản); Phương Hằng, Võ Thanh Hòa, Duy Phước, Văn Anh Duy, Vy Minh, Thanh Vy, Hoài An, Công Ninh, Phương Dung, Hoàng Thanh, Mai Sơn, Mỹ Dung, Hồng Thắm, Bảo Chung, Đình Hiếu, Minh Thảo, Ngọc Hạnh, Hữu Thành, Thụy Mười ...                                                               | Đôi cánh đồng tiền & Cảm ơn em đã thứ tha Trình bày: Nguyễn Minh Anh |                  |                                                              |
| 10 - 11 tháng 11                           | Giới hạn cuối cùng | 2      | VFC           | Đỗ Gia Chung (đạo diễn); Phạm Thanh Ngà (kịch bản); Trần Hạnh, Ngọc Dung, Thúy Hà, Xuân Trường, Viết Thái, Thu Hà, Thu Phương, Thúy Hiền ... | ... đã quên Trình bày: Dương Hoàng Yến                               |                  | Dựa theo truyện ngắn "Mua nhà" của nhà văn Nguyễn Huy Hoàng. |
| 17 tháng 11 năm 2012 - 24 tháng 2 năm 2013 | Duyên nghiệp       | 30     | Galaxy Studio | Vũ Thái Hòa (đạo diễn); Minh Anh (kịch bản); Lê Bửu Đa, Phùng Ngọc Huy, Diễm Trang, Xuân Hiệp, Cao Mỹ Kim, Mai Trần, Lân Bích, Minh Đức, Huỳnh Thiên, Hải Hùng, Minh Cảnh, Diệu Nhi, Anh Duy, Bảo Trí... | Thổi sắc cho mây Trình bày: Viết Thanh                               |                  |                                                              |

## VTV6 - Trà chanh
Khung giờ mới mang tên Trà chanh được mở vào năm 2012, hướng tới khán giả trẻ.
Những bộ phim này phát sóng từ 19:15 đến 20:00 thứ Bảy và Chủ Nhật trên kênh VTV6.
| Thời gian                                | Tên               | Số tập | NSX | Đoàn làm phim | Bài hát chủ đề                                                                 | Thể loại           | Ghi chú                                                                         |
| ---------------------------------------- | ----------------- | ------ | --- | --- | ------------------------------------------------------------------------------ | ------------------ | ------------------------------------------------------------------------------- |
| 7 tháng 7 - 24 tháng 11                  | Làn môi trong mưa | 36     | VFC | Đỗ Đức Thịnh (đạo diễn & kịch bản); Thanh Thúy, Văn Anh, Diễm My, Thái Hòa, Cao Minh Đạt, Lan Phương, Diệu Đức, Minh Luân, Cao Mỹ Kim, Hữu Luân, Đỗ Đức Thịnh, Công Ninh, Huỳnh Anh Tuấn...                                                                                | Cô gái đến từ hôm qua Trình bày: Mỹ Tâm Tình yêu mãi mãi Trình bày: Cao Mỹ Kim | Lãng mạn, hài kịch | Lấy cảm hứng từ nhân vật Hằng trong truyện "Làn môi đồng trinh" của Võ Thị Hảo. |
| 8 tháng 12 năm 2012 - 6 tháng 1 năm 2013 | Về nơi bình yên   | 8      | VFC | Đỗ Chí Hướng (đạo diễn); Mạnh Cường, Ngân Hà (kịch bản); Mỹ Hạnh, Việt Dương, Huyền Trang, Ninh Trang, Thu Hà, Lê Quốc Thắng, Thu Huyền, Khánh Linh, Thu Hương, Chí Công, Đỗ Duy Nam, Kim Ngân, Hải Anh, Thái Hòa, Trọng Hùng, Văn Triệu, Thu Hương, Kim Liên, Kim Ngọc... | Hoa nắng bên anh Trình bày: Thùy Chi                                           |                    |                                                                                 |